# سحابی گل‌سرخ
سحابی گل‌سرخ (به انگلیسی: Rosette Nebula) یکی از سحابیهای صورت فلکی تک‌شاخ است و در نزدیکی خوشه ستاره‌ای NGC 2244 قرار دارد.
سحابی گل‌سرخ سحابی پخشیده‌ای است در صورت فلکی تک‌شاخ به پهنای یک درجه که یک ستارهٔ قدر پنج را فراگرفته است و به شکل گل سرخ دیده می‌شود.
این سحابی از چند بخش تشکیل شده که هر کدام نام مخصوص NGC دارند.
- NGC 2237 - یک بخش
- NGC 2238 - یک بخش
- NGC 2239 - بخشی از سحابی (کشف شده توسط جان فلمستید)
- NGC 2244 -خوشه ستاره‌ای باز (کشف شده توسط جان فلمستید)
- NGC 2246 - بخشی از سحابی

## نگاره‌هایی دیگر

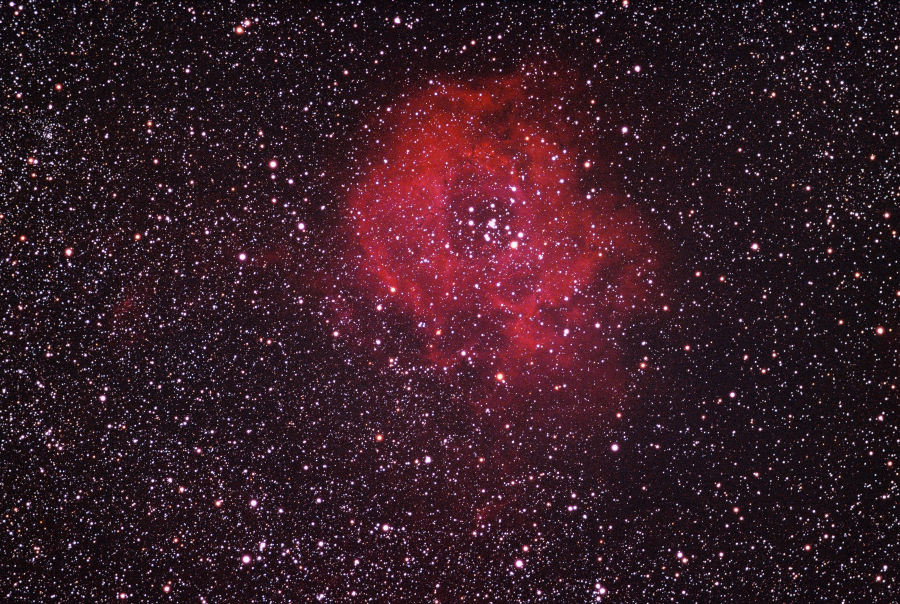
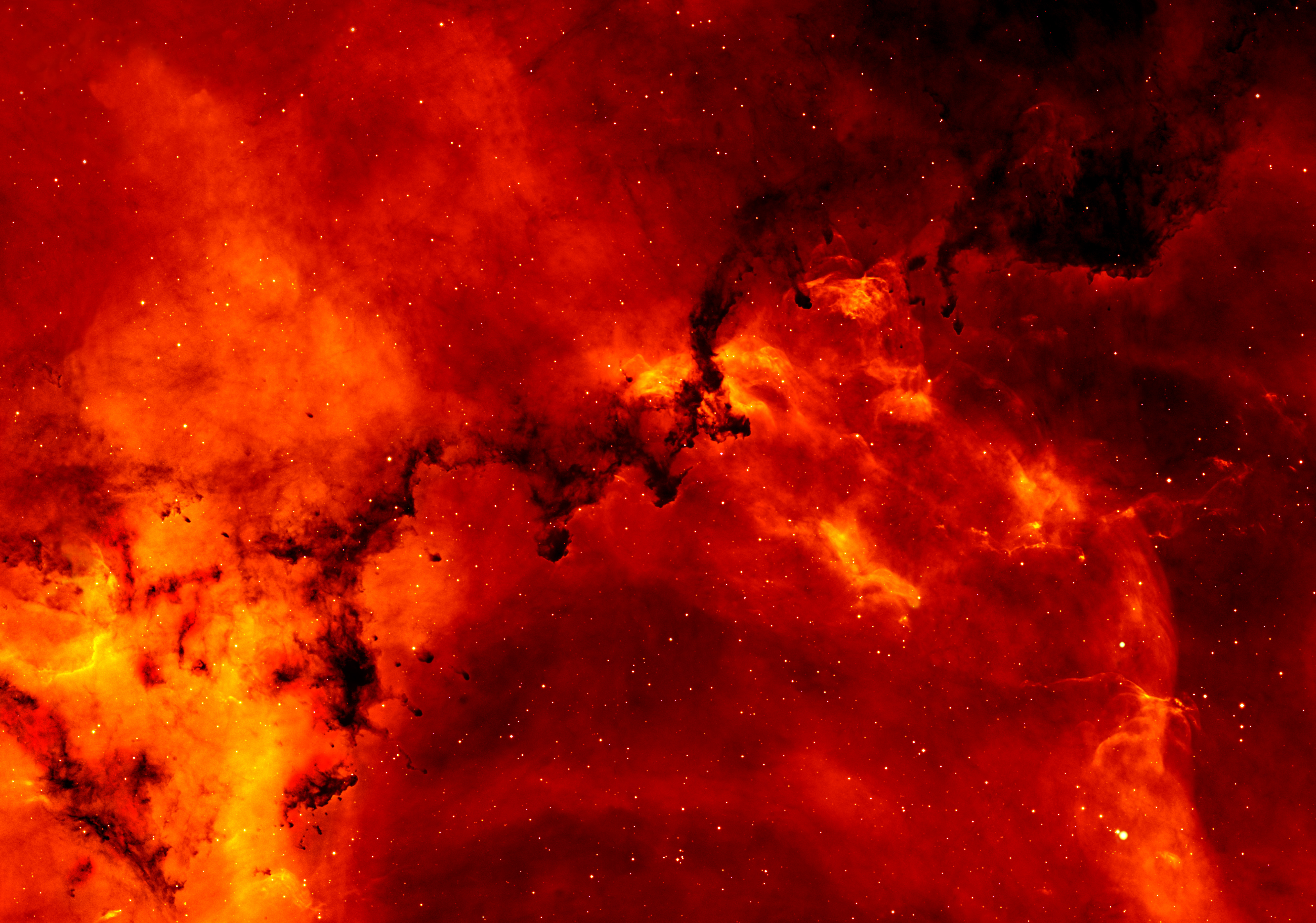
یک نمای نزدیک از سحابی گل‌سرخ